# Aubigny-aux-Kaisnes
Aubigny-aux-Kaisnes ist eine französische Gemeinde mit 239 Einwohnern (Stand 1. Januar 2022) im Département Aisne in der Region Hauts-de-France (vor 2016 Picardie). Sie gehört zum Arrondissement Saint-Quentin, zum Kanton Ribemont und zum Gemeindeverband Saint-Quentinois.

## Geografie
Die Gemeinde Aubigny-aux-Kaisnes liegt 16 Kilometer südwestlich von Saint-Quentin. Im Südwesten reicht das Gemeindegebiet bis auf 50 m an die Grenze zum Département Somme heran. Umgeben ist Aubigny-aux-Kaisnes von den Nachbargemeinden Douchy im Norden, Bray-Saint-Christophe im Osten, Dury im Südosten, Pithon im Süden sowie Villers-Saint-Christophe im Westen.

## Bevölkerungsentwicklung
| Jahr                       | 1962 | 1968 | 1975 | 1982 | 1990 | 1999 | 2006 | 2012 | 2021 |
| Einwohner                  | 336  | 291  | 262  | 279  | 263  | 271  | 247  | 239  | 247  |
| Quellen: Cassini und INSEE |      |      |      |      |      |      |      |      |      |

## Sehenswürdigkeiten

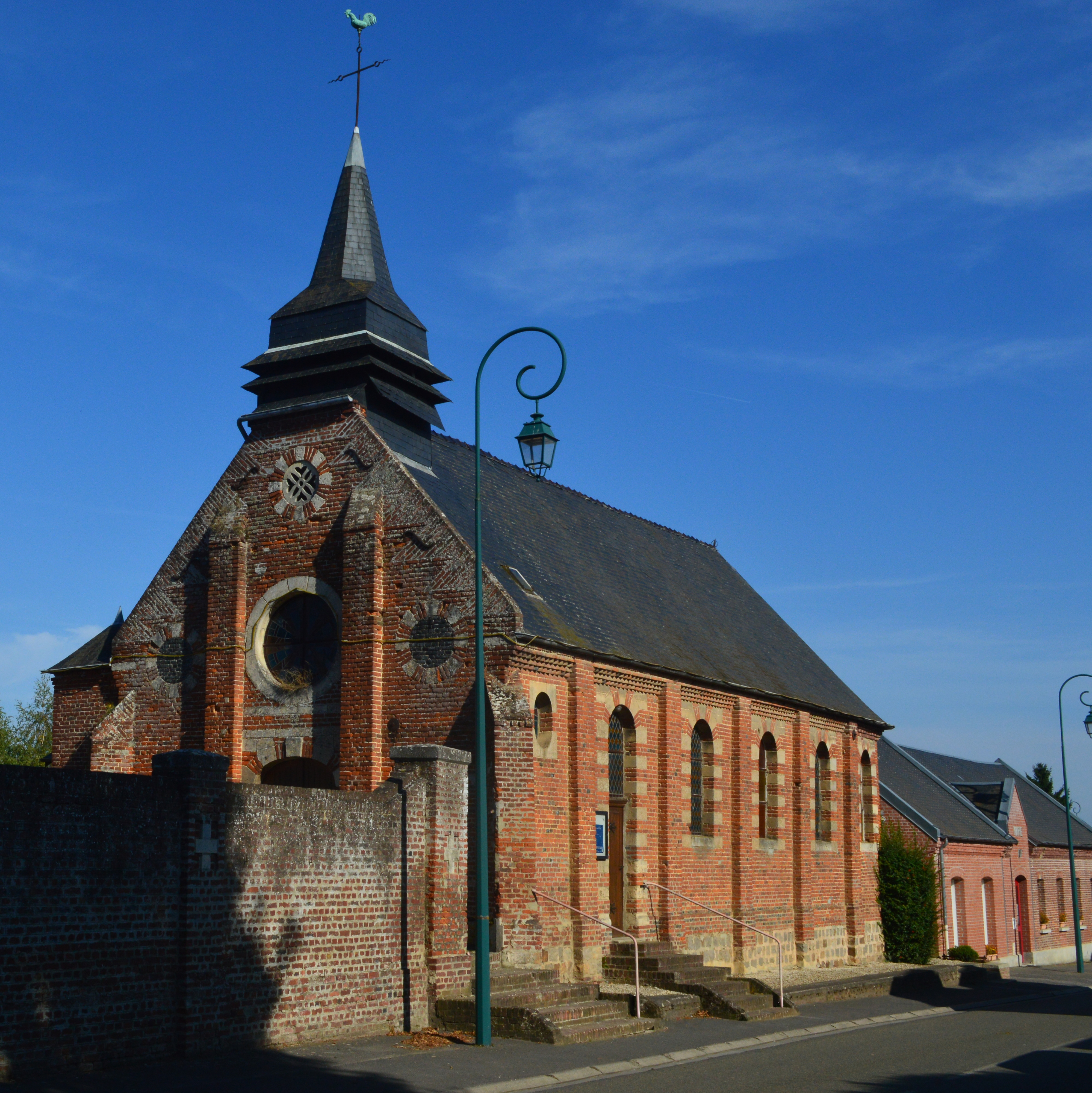
Kirche Saint-Nicolas
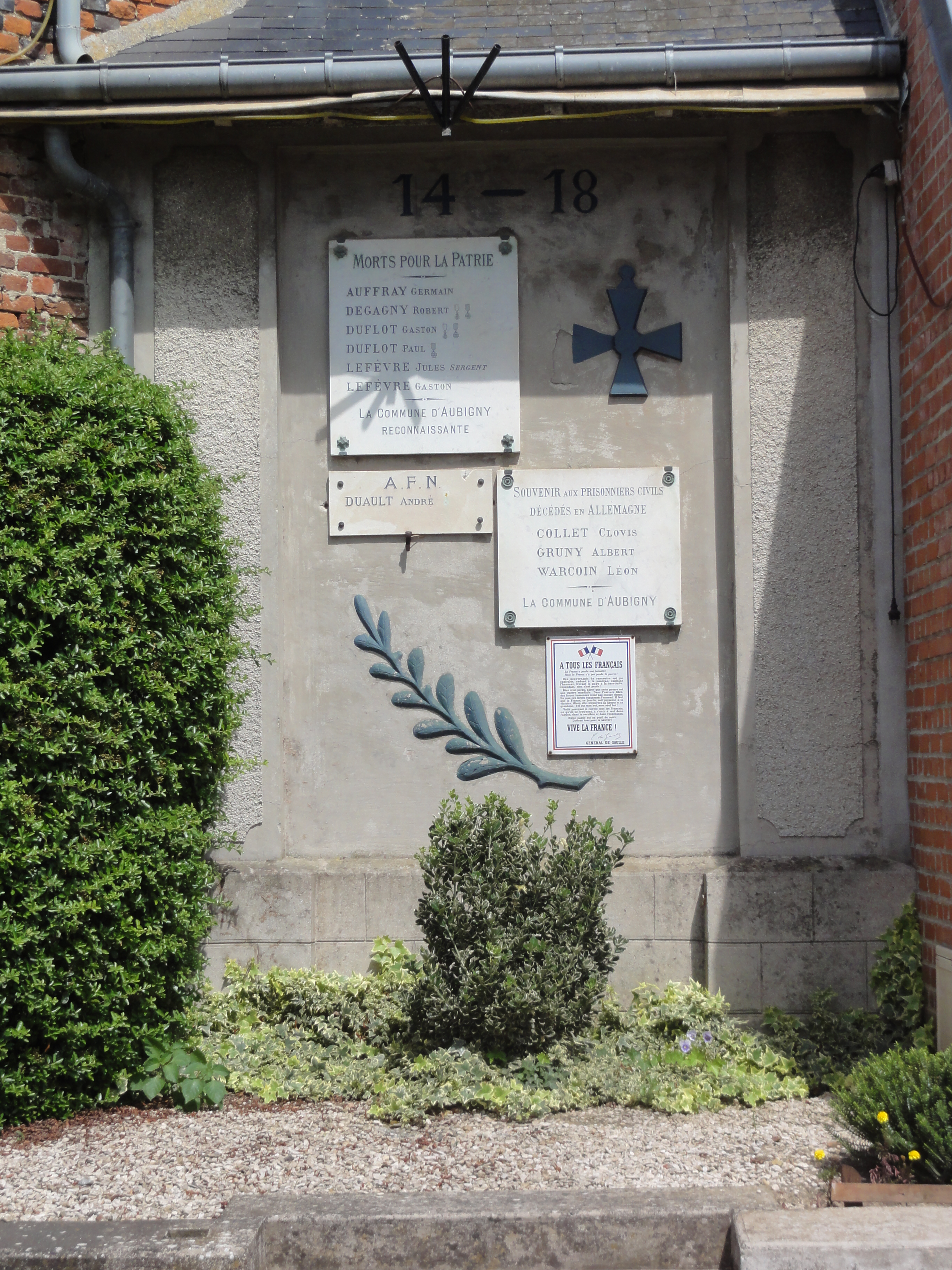
Gefallenendenkmal
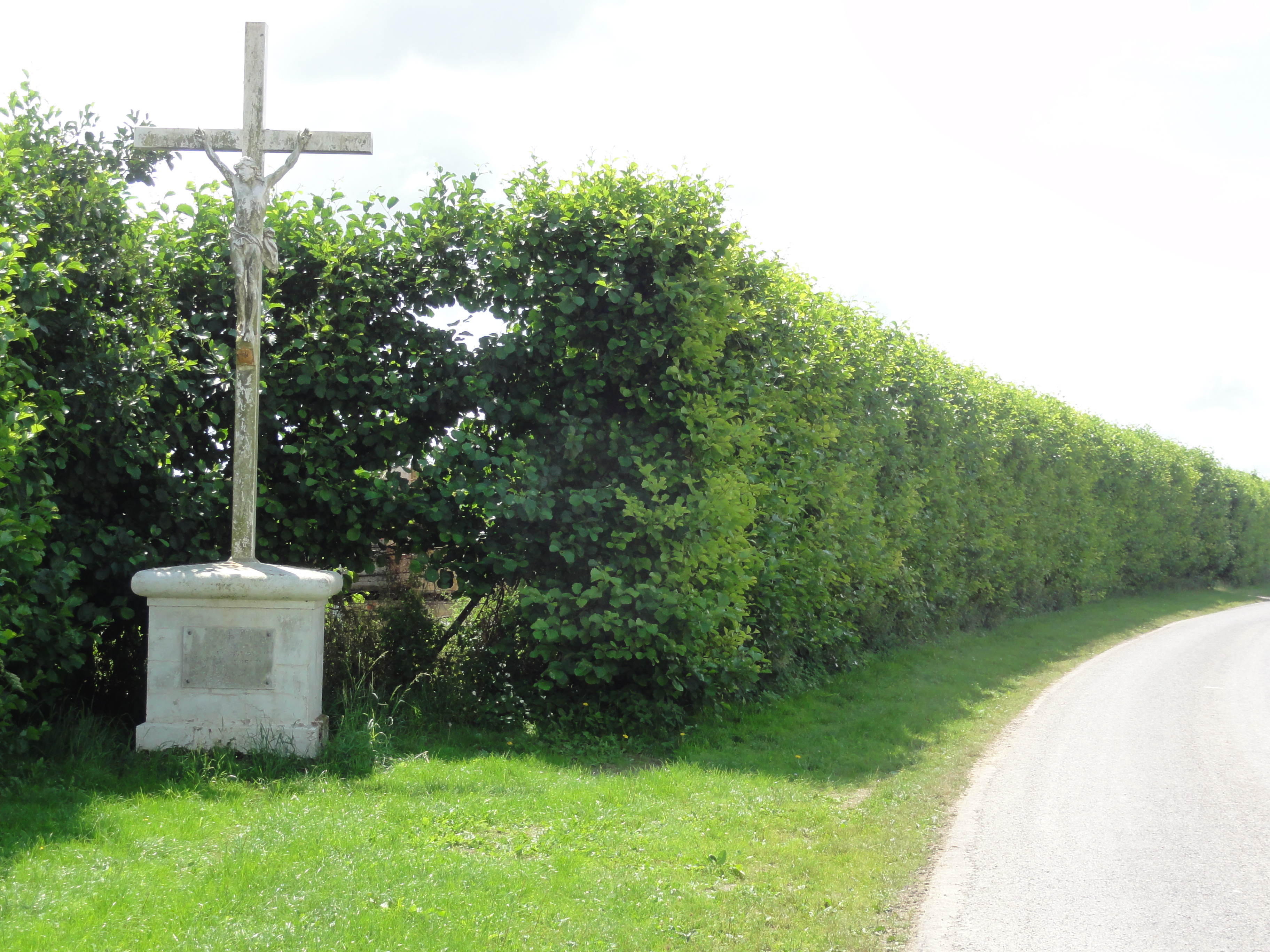
Wegkreuz

- Kirche Saint-Nicolas
- Gefallenendenkmal
- Wegkreuz

## Persönlichkeiten
- Augustin Ringeval (1882–1967), Radrennfahrer